# Isamu Akasaki
Isamu Akasaki ( (赤崎 勇?, Akasaki Isamu); Chiran, 30 gennaio 1929 – Nagoya, 1º aprile 2021) è stato un fisico e ingegnere giapponese, noto per aver inventato il LED blu con giunzione p-n al nitruro di gallio (GaN) nel 1989, per il quale è stato insignito del premio Nobel nel 2014.

## Biografia
Per il suo lavoro, Isamu Akasaki è stato premiato nel 2009 con il Premio Kyōto in tecnologia avanzata e, nel 2011, con la Medaglia Edison dell'Institute of Electrical and Electronics Engineers (IEEE). Nel 2014, inoltre, ha vinto il Premio Nobel per la Fisica, insieme a Hiroshi Amano e Shūji Nakamura, "per l'invenzione di efficienti diodi emettitori di luce blu che ha sviluppato fonti di luce bianca luminosa e a risparmio energetico".